# Plomeur
Plomeur är en kommun i departementet Finistère i regionen Bretagne i västra Frankrike. Kommunen ligger i kantonen Pont-l'Abbé som tillhör arrondissementet Quimper. År 2022 hade Plomeur 3 877 invånare.

## Befolkningsutveckling
Antalet invånare i kommunen Plomeur
Referens:INSEE